# 절러주

절러 주의 위치

절러주(헝가리어: Zala megye)는 헝가리 서부에 위치한 주로 주도는 절러에게르세그이며 면적은 3,784km2, 인구는 291,700명, 인구 밀도는 77명/km2이다. 2개 도시주(절러에게르세그, 너지커니저)와 6개 구(케스트헤이구, 렌티구, 레테네구, 너지커니저구, 절러에게르세그구, 절러센트그로트구), 8개 시, 248개 마을을 관할한다. 주 이름은 절러강에서 유래된 이름이다.
벌러톤호 서안과 접하고 있고 남서쪽으로는 슬로베니아, 크로아티아와 국경을 접한다. 북쪽으로는 버시 주, 북동쪽으로는 베스프렘 주, 남동쪽으로는 쇼모지 주와 접한다.

주기
주 문장